# Break of Dawn (album của Do As Infinity)
Break of Dawn là album đầu tiên của Do As Infinity được phát hành bới Nagao Dai và Kameda Seiji vào năm 2000. Album tiêu thụ được 319.970 bản.

## Danh sách
1. "Break of Dawn" (Bình minh) - 3:05
2. "Standing on the Hill" (Đứng trên ngọn đồi) - 4:48
3. "Oasis" (Ốc đảo) - 4:44
4. "Another" (Một điều khác) - 4:29
5. "Kokoro no Chizu" (心の地図 Bản đồ trái tim?) - 5:10
6. "Heart" (Trái tim) - 4:11
7. "Raven" (Quạ đen) - 4:01
8. "Welcome!" (Chào mừng!) - 3:08
9. "Painful" (Đau đớn) - 4:33
10. "Tangerine Dream" (Giấc mơ màu vỏ quýt) - 4:18
11. "Yesterday & Today" (Hôm qua & hôm nay) - 5:01

## Vị trí trên bảng xếp hạng
| Xếp hạng (2000) | Thứ hạng | Thời gian trụ hạng |
| --------------- | -------- | ------------------ |
| Oricon Nhật Bản | 3        | 10 tuần            |